# The Contractor (2007)
The Contractor (Nederlands: De Aannemer) is een Amerikaanse actiefilm uit 2007. De film werd op locatie opgenomen in Bulgarije en het Verenigd Koninkrijk en kwam meteen op dvd uit.

## Verhaal
Enkele jaren geleden mislukte de opdracht van CIA-huurmoordenaar James Dial om de leider van een terreurcel, Ali Mahmoud Jahar, om te brengen. Recent werd die laatste opgepakt en vastgehouden in Londen. Dial, die ermee gestopt is en nu in afzondering leeft, krijgt de kans van zijn voormalige werkgever Jeremy Collins om Jahar alsnog om te elimineren. Samen met assistent Terry Winchell vertrekt Dial naar het Verenigd Koninkrijk. Daar schiet hij Jahal in het hoofd vanuit de kerktoren aan de overkant van de straat.
Winchell komt echter te laat met de vluchtwagen en ze worden gezien. Er volgt een achtervolging waarbij de assistent door de politie wordt neergeschoten. De auto botst en Dial raakt gewond. Hij geraakt tot bij het safehouse waar het 12-jarige buurmeisje Emily Day hem helpt.
Ondanks de eliminatie van Jahar beschouwt Collins de missie intussen als gefaald omdat Dial door een beveiligingscamera gefilmd werd. Intussen is ook een onderzoek gaande naar Collins als leider van een CIA-moordcommando. Om zijn eigen naam zuiver te houden schuift hij Dial de moord op hoofdinspecteur Andrew Windsor in de schoenen. Met Windsors wraaklustige dochter Annette en de Britse politie op de hielen probeert Dial zijn onschuld te bewijzen.

## Rolbezetting
| Acteur             | Personage                      |
| ------------------ | ------------------------------ |
| Wesley Snipes      | James Jackson Dial             |
| Eliza Bennett      | Emily Day                      |
| Lena Headey        | inspecteur Annette Ballard     |
| Ralph Brown        | Jeremy Collins                 |
| Charles Dance      | hoofdinspecteur Andrew Windsor |
| Gemma Jones        | mevrouw Day, Emily's oma       |
| Iain Robertson     | Cramston                       |
| Richard Harrington | Terry Winchell                 |
| John Standing      | Sir Richard                    |
| Ryan McCluskey     | Purcell                        |
| Stanimir Stamatov  | King                           |
| Miroslav Emilov    | Harris                         |
| Velizar Binev      | Beloit                         |
| Nikolay Sotirov    | Ali Mahmud Jahar               |